# Burgos Alimenta Women Cycling Sport
El Burgos Alimenta Women Cycling Sport (Código UCI: WCS) es un equipo ciclista femenino de España de categoría UCI Women's Continental, segunda máxima categoría femenina del ciclismo en ruta a nivel mundial.

## Historia
El equipo se crea en el año 2019 por el exciclista Íñigo Cuesta López de Castro para su debut durante la temporada 2020, realizándose la presentación del equipo en enero de 2020 en la Catedral de Burgos.
Sin embargo, la falta del aval necesario para cumplir con la normativa y recibir el visto bueno de la Real Federación Española de Ciclismo, retrasan su debut. Durante este tiempo, algunas corredoras abandonan el equipo.
Finalmente, al equipo le es otorgada la licencia y realiza su debut de la temporada en la Clásica de Féminas de Navarra, completando su temporada con participaciones en el Giro dell'Emilia, el Giro Rosa y la Ceratizit Challenge by La Vuelta.
Para la temporada 2021 se anuncia nuevo nombre y patrocinadores del equipo.
En diciembre de 2021 se anuncia que el equipo no va a poder inscribirse de cara a la siguiente temporada, por la falta de apoyo y de patrocinadores para poder competir con los medios suficientes.

## Material ciclista
El equipo utiliza bicicletas Factor, ruedas Black Inc, componentes SRAM, cascos y gafas POC y ropa Gobik.

## Plantillas

### Plantilla 2021
| Integrantes del equipo 2021  | Integrantes del equipo 2021 | Integrantes del equipo 2021       | Integrantes del equipo 2021 |
| Corredor                     | Fecha de nacimiento         | Equipo previo                     |                             |
| ---------------------------- | --------------------------- | --------------------------------- | --------------------------- |
| Antri Christoforou           | 2 de abril de 1992          | Doltcini-Van Eyck-Proximus (2020) |                             |
| Sara Cueto Vega (–31 de ago) | 16 de febrero de 1994       |                                   |                             |
| Ainara Elbusto               | 10 de septiembre de 1992    | Bizkaia-Durango (2019)            |                             |
| Nicole Hanselmann            | 6 de mayo de 1991           | Doltcini-Van Eyck-Proximus (2020) |                             |
| Małgorzata Jasińska          | 18 de enero de 1984         | Movistar Team (2019)              |                             |
| Nofar Maoz                   | 27 de octubre de 2001       |                                   |                             |
| Tereza Neumanová             | 9 de agosto de 1998         | Team Dukla Praha (2019)           |                             |
| Rachel Neylan (–13 de jul)   | 9 de marzo de 1982          | Virtu Cycling Women (2019)        |                             |
| Luciana Roland               | 8 de octubre de 1995        |                                   |                             |
| Ana Ruiz González            | 9 de agosto de 1990         |                                   |                             |
| Josie Talbot                 | 9 de agosto de 1996         | Team Illuminate (2017)            |                             |
| Alessia Vigilia              | 1 de septiembre de 1999     | Valcar Cylance (2019)             |                             |
|                              |                             |                                   |                             |
| Fuente: ProCyclingStats      |                             |                                   |                             |